# Tutti insieme all'improvviso
Tutti insieme all'improvviso est une série télévisée italienne en 52 épisodes de 50 minutes, diffusée du 15 janvier 2016 au 17 février 2016 sur Canale 5.

## Synopsis
Walter, un vétérinaire, a passé vingt ans en Afrique pour son travail. Il revient à Rome après la mort de son frère Filippo pour s'occuper de la famille de ce dernier, Annamaria et leurs deux enfants. Il retrouve aussi ses amis de jeunesse Laura et Carlo, avec qui il va travailler dans la clinique de Filippo.
Il découvre que son neveu Paolo est en réalité son fils. Quand Paolo l'apprend il décide de partir sans laisser d'adresse. Avant de partir, il téléphone à sa sœur Sara. Celle-ci révèle à son amie Federica qu'elle est amoureuse d'elle, bien qu'elle soit enceinte de Luca. Pendant ce temps, Paolo part avec Serena, la mère d'Elena, alors qu'Elena est amoureuse de Paolo.

## Distribution
- Giorgio Panariello : Walter
- Lorenza Indovina : Annamaria
- Lucia Ocone : Laura
- Marco Marzocca : Carlo
- Giuseppe Maggio : Paolo
- Emanuele Propizio : Luca
- Romano Reggiani : Adriano
- Francesca Pasquini : Elena
- Federica Sabatini : Federica
- Valeria Perri : Viola
- Teresa Romagnoli : Sara
- Felicitè Mbezelè : Mamy
- Valerio Ardovino : Samuele
- Massimo Bonetti : Dante
- Marjo Berasategui : Serena
- Yacoubou Ibrahim : Chiumbo
- Enrico Mutti : Giacomo
- Kelly Palacios : Fatima
- Fabrizio Ferracane : Filippo